# Iraque nos Jogos Olímpicos de Verão da Juventude de 2010
O Iraque participou dos Jogos Olímpicos de Verão da Juventude de 2010 em Cingapura. Sua delegação foi composta por cinco atletas que competiram em quatro esportes.

## Halterofilismo
| Evento                  | Atleta                  | Peso corporal (kg) | Arranque (kg) | Arranque (kg) | Arranque (kg) | Arranque (kg) | Arremesso (kg) | Arremesso (kg) | Arremesso (kg) | Arremesso (kg) | Total (kg) | Pos. final |
| Evento                  | Atleta                  | Peso corporal (kg) | 1             | 2             | 3             | Res.          | 1              | 2              | 3              | Res.           | Total (kg) | Pos. final |
| ----------------------- | ----------------------- | ------------------ | ------------- | ------------- | ------------- | ------------- | -------------- | -------------- | -------------- | -------------- | ---------- | ---------- |
| Mais de 85 kg masculino | Mahmood Khaleel Sabaawi | 96,47              | 130           | 133           | 137           | 137           | 160            | 160            | 160            | 160            | 303        | 5º         |

## Esgrima
| Atleta       | Evento                    | Qualificação | Qualificação | Oitavas-de-final    | Quartas-de-final   | Semifinais         | Final              | Pos. final |
| Atleta       | Evento                    | Oponente Resultado | Pos.         | Oponente Resultado  | Oponente Resultado | Oponente Resultado | Oponente Resultado | Pos. final |
| ------------ | ------------------------- | --- | ------------ | ------------------- | ------------------ | ------------------ | ------------------ | ---------- |
| Ema Hilwiyah | Sabre individual feminino | USA Celina Merza D 0-5 CHN Yini Wan D 4-5 COD Makwanya Nyabileke V 5-4 GER Anja Musch D 0-5 POL Angelika Wator D 0-5 UKR Alina Komaschuk D 0-5 | 12º          | CHN Yini Wan D 1-15 | Não avançou        | Não avançou        | Não avançou        | 12º        |

## Lutas
| Atleta        | Evento                           | Preliminares               | Preliminares         | Preliminares             | Preliminares | Disputa do 5º lugar       | Pos. final   |
| Atleta        | Evento                           | 1ª rodada                  | 2ª rodada            | 3ª rodada                | Pos.         | Oponente Resultado        | Pos. final   |
| Atleta        | Evento                           | Oponente Resultado         | Oponente Resultado   | Oponente Resultado       | Pos.         | Oponente Resultado        | Pos. final   |
| ------------- | -------------------------------- | -------------------------- | -------------------- | ------------------------ | ------------ | ------------------------- | ------------ |
| Adil Al-Abedi | Greco-romana até 85 kg masculino | EGY Hamdy Abdelwahab D 1-3 | SOL Teia Mweia V 4-0 | USA Lucas Sheridan D 0-4 | 3º           | ARM Varos Petrosyan D 1-3 | 6º           |
| Sarmad Mohsin | Greco-romana até 50 kg masculino | Não competiu               | Não competiu         | Não competiu             | Não competiu | Não competiu              | Não competiu |

## Natação
| Evento                | Atleta                 | Qualificação | Qualificação | Semifinais  | Semifinais  | Final       | Final       |
| Evento                | Atleta                 | Resultado    | Posição      | Resultado   | Posição     | Resultado   | Posição     |
| --------------------- | ---------------------- | ------------ | ------------ | ----------- | ----------- | ----------- | ----------- |
| 50 m livre masculino  | Ahmed Salam Al-Dulaimi | 26.09        | 33º (7º q4)  | Não avançou | Não avançou | Não avançou | Não avançou |
| 100 m livre masculino | Ahmed Salam Al-Dulaimi | 56.09        | 43º (4º q2)  | Não avançou | Não avançou | Não avançou | Não avançou |